# دين إليسون
دين إليسون (بالإنجليزية: Dean Ellison)‏ مواليد 14 نوفمبر 1977 في لانكستر، هو متسابق دراجات نارية بريطاني. نافس في بطولة العالم للسوبربايك وبطولة العالم للسوبرسبورت.

## وصلات خارجية
- دين إليسون على موقع WorldSBK.com (الإنجليزية)

- الموقع الإلكتروني